# Dymecodon pilirostris
Dymecodon pilirostris — вид ссавців родини Talpidae. Це ендемік Японії (Хонсю, Сікоку та Кюсю) і є звичайним видом на висоті вище 1000 метрів на луках, чагарниках і лісах. Іноді цей вид називають малою японською землерийкою, а інший вид, Urotrichus talpoides, називають «великою японською землерийкою». Це єдиний вид в роду Dymecodon. Іноді його вважали належним до роду Urotrichus.

## Етимологія
Назва роду складається з δύο — «два», μήκος — «розмір» і όδούς — «зуб», тобто «зуби двох розмірів», через чергування розмірів зубів у Нижня щелепа.

## Опис
D. pilirostris — це кріт, схожий на японську землеройку, з довжиною голови й тіла ≈ 6½ см, вкритий густим темно-коричневим хутром довжиною 5 мм із сильним зеленуватим металевим блиском і хвостом ≈ 3½ см, покритим темним волоссям ≈ 7 мм. Долоні та підошви вкриті темно-коричневими лусочками. Він дещо відрізняється від Urotrichus загальним розміром (менший) і відносним розміром частин тіла (наприклад, відносно довший хвіст). Зубний ряд Dymecodon значно відрізняється. Перший різець на верхній щелепі низький і широкий, найширший з усіх зубів перед справжніми корінними зубами. Другий майже такий же широкий і порівнянний за формою. Третій різець і ікло прості й округлі, а також приблизно ¼ інших різців. Зуби на нижній щелепі схожі на зуби на верхній щелепі, але другий різець має додатковий конічний виступ ззаду, третього різця немає, а ікло маленьке.